# Perdiz-chucar
A Perdiz-chucar (Alectoris graeca) é uma ave galiforme pertencente à família Phasianidae.

## Subespécies
A perdiz-chucar tem 14 subespécies reconhecidas:
- A. c. chukar (espécie nomeada) (J. E. Gray, 1830) - leste do Afeganistão a leste do Nepal
- A. c. cypriotes (Hartert, 1917) - sudeste da Bulgária ao sul da Síria, Creta, Rodes e Chipre
- A. c. dzungarica (Sushkin, 1927) - noroeste da Mongólia a Russian Altai e leste do Tibete
- A. c. falki (Hartert, 1917) - centro-norte do Afeganistão até Montanhas Pamir e oeste da China
- A. c. kleini (Hartert, 1925) - norte da Grécia através da Bulgária e norte da Turquia até ao Cáucaso
- A. c. koroviakovi (Zarudny, 1914) - leste do Irão até ao Paquistão
- A. c. kurdestanica (Meinertzhagen, 1923) - Montanhas do Cáucaso até Irão
- A. c. pallescens (Hume, 1873) - nordeste  doAfeganistão a Ladakh e oeste do Tibete
- A. c. pallida (Hume, 1873) - noroeste da China
- A. c. potanini (Sushkin, 1927) - Mongólia ocidental
- A. c. pubescens (R. Swinhoe, 1871) - Mongólia interior até ao noroeste do Sujuão e leste de Qinghai
- A. c. sinaica (Bonaparte, 1858) - norte do Deserto da Síria até à Península do Sinai
- A. c. subpallida (Zarudny, 1914) – Kyzyl Kum e Montanhas do Kara Kum (Tadjiquistão)
- A. c. werae (Zarudny e Loudon, 1904) – leste do Iraque e sudoeste do Irão